# 張義質
張義質（16世紀—17世紀），字尔彬，号大瀛，四川重庆府铜梁县人，明朝政治人物。

## 生平
四月十六日生，治書经。萬曆十六年（1588年）戊子科四川鄉試第十六名舉人，二十三年（1595年）乙未科會試第一百十六名，廷試三甲第一百八十五名进士，吏部觀政，卒。

## 家族
曾祖张腾霄，壬戌進士、按察司佥事。祖张拱辰，贡士。父张君望，选贡。母嚴氏、劉氏。具庆下。兄翼如（廪生）。弟義重、義路、義合、義尚、義精、義正。娶晏氏。子順微、順徽、順嶽、順緻。侄子张绾（同科舉人）。